# Plejady (mitologia)

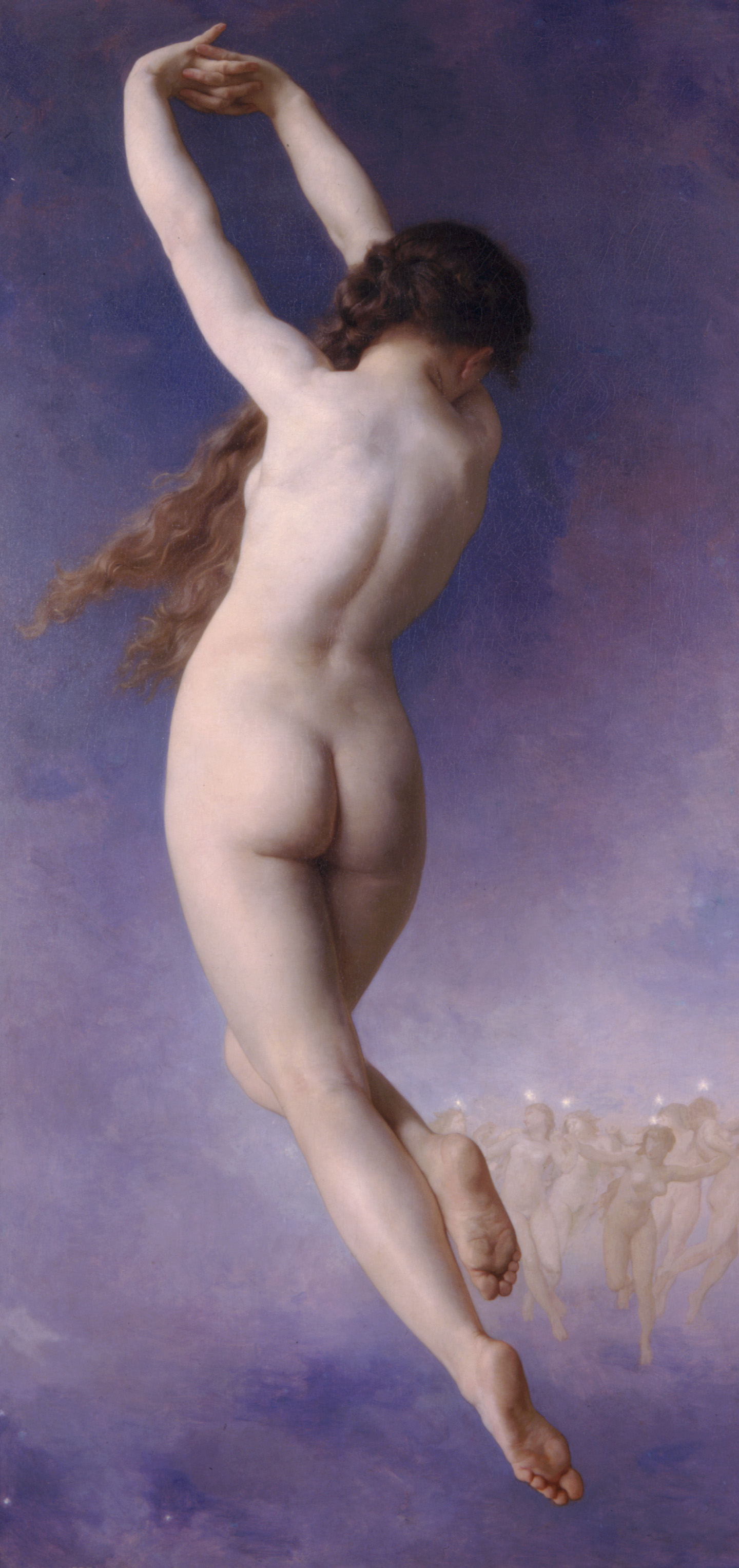
William-Adolphe Bouguereau: L'Etoile Perdue (Zaginiona gwiazda), 1884, prywatna kolekcja

Plejady (gr. Πληἰαδες Plēíades, Πλειάδες Pleádes, od peleiades ‘gołębice’ lub pleín ‘żeglować’, łac. Pleiades, Vergiliae) – w mitologii greckiej nimfy, siedem sióstr:
- Alkione (Alkyone, Alcyone, gr. Ἀλκυόνη Alkyónē, łac. Alcyone);
- Elektra (gr. Ἠλέκτρα Eléktra, łac. Electra);
- Kelajno (Celaeno, Keleno, gr. Κελαινώ Kelainṓ, łac. Celaeno);
- Maja (gr. Μαῖα Maia, łac. Maea);
- Merope (gr. Μερόπη Merópē, łac. Merope);
- Sterope (Asterope, gr. Στερόπη Sterópē, Ἀστερόπη Asterópē, łac. Sterope, Asterope);
- Tajgete (gr. Ταυγέτη Taygétē, łac. Taygeta)[1][2].
- Dione (Diona; gr. Διώνη Diṓnē, łac. Diona);

Uchodziły za córki tytana Atlasa i okeanidy Plejone (lub okeanidy Ajtry) oraz za siostry (według niektórych źródeł) Hiad i Hyasa.
Według poematu Kallimacha nazywały się: Glaukia, Kokkymo, Lampado, Maja, Partenia, Protis, Stonychia i były córkami pewnej królowej Amazonek. Także Dione i Kalipso czasem zaliczano do Plejad.
Plejady (jako towarzyszki bogini Artemidy) wraz z Plejone były ścigane przez Oriona, którego spotkały w Beocji. Na koniec Zeus przemienił je w gwiazdy. Inna wersja mitu mówi, że razem ze swymi siostrami, Hiadami, zostały przemienione w gwiazdy z żalu, po śmierci ich brata Hyasa, ukąszonego przez węża.
Wschód Plejad (w pierwszych dniach maja) zwiastował początek pomyślnego okresu dla żeglugi, a zachód (w pierwszych dniach listopada) – okres burz.
Mityczne Plejady są identyfikowane z Plejadami w gwiazdozbiorze Byka. Na niebie sąsiadują z Hiadami (gromadą otwartą gwiazd w gwiazdozbiorze Byka) i konstelacją Oriona, które są z nimi mitologicznie powiązane.
Mit o Plejadach miał swoje odzwierciedlenie w muzyce oraz literaturze. Od Plejad nazwę wzięła plejada aleksandryjska.